# Cryptographis holophaealis
Cryptographis holophaealis là một loài bướm đêm trong họ Crambidae.